# Hyperbolische Dehn-Chirurgie
In der Mathematik ist hyperbolische Dehn-Chirurgie ein Verfahren zur Konstruktion hyperbolischer 3-Mannigfaltigkeiten. Alle hyperbolischen 3-Mannigfaltigkeiten lassen sich mit dieser Konstruktion gewinnen.

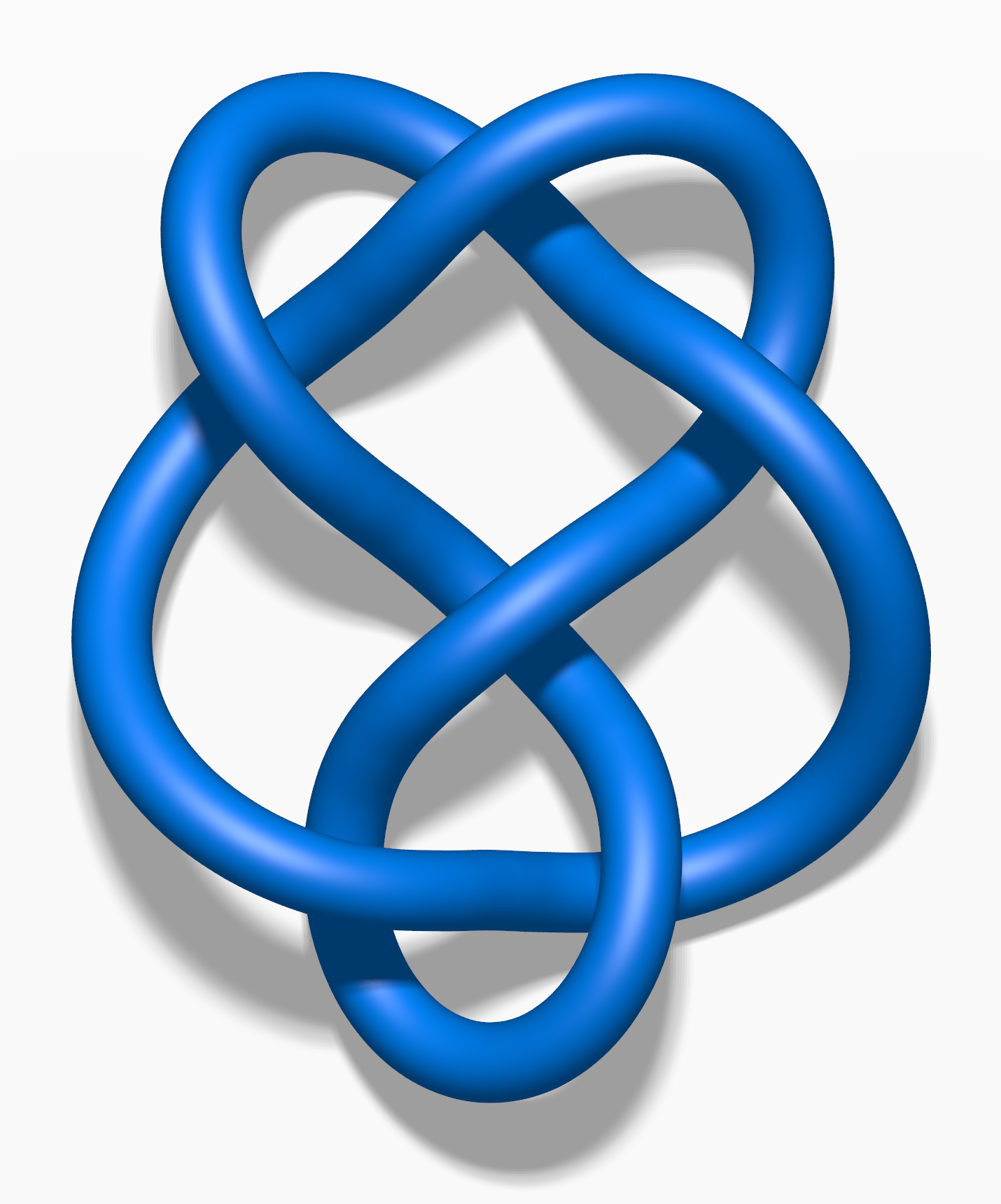
Die Umgebung eines Knotens ist ein verknoteter Volltorus.

## Dehn-Chirurgie
Als Dehn-Chirurgie bezeichnet man die Operation, bei der die Umgebung eines Knotens aus der drei-dimensionalen Sphäre ausgeschnitten und der ausgeschnittene Volltorus mittels einer Verklebeabbildung des Torus anders wieder eingeklebt wird. Man spricht von einer (q/p)-Chirurgie, wenn dabei der Meridian des eingeklebten Volltorus auf eine Kurve in der Homologieklasse von p.Longitude+q.Meridian der ursprünglichen Knotenumgebung abgebildet wird. Entsprechend kann man (q1/p1,...,qk/pk)-Chirurgien an {\displaystyle k}-komponentigen Verschlingungen definieren.

## Satz von Thurston über hyperbolische Dehn-Chirurgie
Wenn ein Verschlingungskomplement {\displaystyle M\setminus K} eine vollständige hyperbolische Metrik von endlichem Volumen trägt, dann sind fast alle durch Dehn-Chirurgie an {\displaystyle K} erzeugten 3-Mannigfaltigkeiten ebenfalls hyperbolisch.

## Beweisidee
Der Beweis verwendet, dass die komplexe Dimension der Charaktervarietät einer Verschlingung die Anzahl der Komponenten der Verschlingung ist. (Im Fall eines Knotens also 1.) Parametrisiert wird sie durch die Spuren der Bilder der Meridiane und diese Parametrisierung ist holomorph, insbesondere wird eine offene Menge von Parametern angenommen.
Für die vollständige hyperbolische Metrik auf {\displaystyle M\setminus K} sind die Monodromien der Meridiane eine parabolische Isometrie der Spur 2. Hingegen entsprechen hyperbolische Metriken auf der durch Chirurgie erhaltenen Mannigfaltigkeit unvollständigen hyperbolischen Metriken auf {\displaystyle M\setminus K}, bei denen die Monodromie der Meridiane eine elliptische Isometrie ist, deren Spur für {\displaystyle p,q\to \infty } gegen 2 geht.
Nach Mostows Starrheitssatz gibt es nur eine vollständige hyperbolische Metrik auf {\displaystyle M\setminus K}. Es gibt also genau eine Darstellung mit Parameter (2,2,...,2), woraus sich mit der Holomorphie der Parametrisierung herleiten lässt, dass alle nahegelegenen Spur-Parameter genau einmal realisiert werden müssen. Insbesondere gibt es für hinreichend große p,q Parameter, welche die q/p-Dehn-Chirurgie realisieren.

## Ausnahmen
Für den Achterknoten gibt es 10 exzeptionelle (das heißt: nicht-hyperbolische) Dehn-Chirurgien. Lackenby und Meyerhoff haben bewiesen, dass für jeden Knoten die Anzahl exzeptioneller Dehn-Chirurgien höchstens 10 ist,. Es gibt zehn exzeptionelle Dehn-Chirurgien für den Achterknoten und Gabai et al. haben bewiesen, dass man für jeden anderen Knoten höchstens 9 exzeptionelle Dehn-Chirurgien hat.
Für den (-2,3,7)-Brezelknoten gibt es 7 exzeptionelle Dehn-Chirurgien und es wird vermutet, dass man für alle weiteren Knoten höchstens 6 exzeptionelle Dehn-Chirurgien hat.

## Volumen
Das Volumen einer hyperbolischen Dehn-Füllung lässt sich berechnen mit Hilfe der quadratischen Form
{\displaystyle Q(p,q)={\frac {{\mbox{Länge}}(pm+ql)}{{\mbox{Fläche}}(T)}}},
wobei {\displaystyle m} und {\displaystyle l} Meridian bzw. Longitude und {\displaystyle T} den euklidischen Torus bezeichnet, den man (bis auf Ähnlichkeit eindeutig) durch die hyperbolische Struktur auf {\displaystyle M} erhält. Damit hat man für das hyperbolische Volumen der (q1/p1,...,qk/pk)-Chirurgie die Formel
{\displaystyle Vol(M_{p_{1}/q_{1},\ldots ,p_{k}/q_{k}})=Vol(M)-\pi ^{2}\sum _{i=1}^{k}{\frac {1}{Q_{i}(p_{i},q_{i})}}+O(\sum _{i=1}^{k}{\frac {1}{p_{i}^{4}+q_{i}^{4}}}).}